# Littera ME

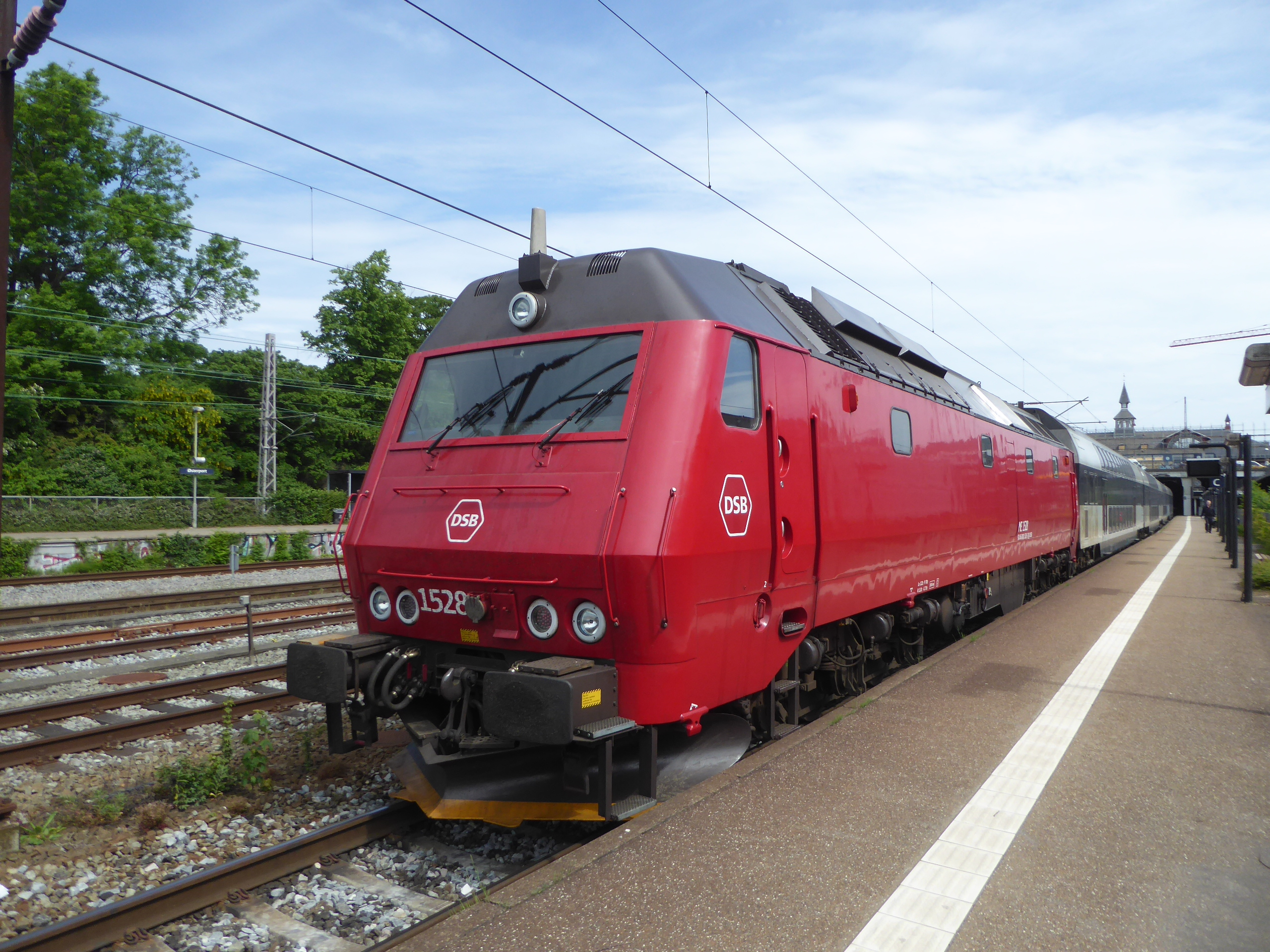
ME-lok i röd målning vid Østerport, 2017

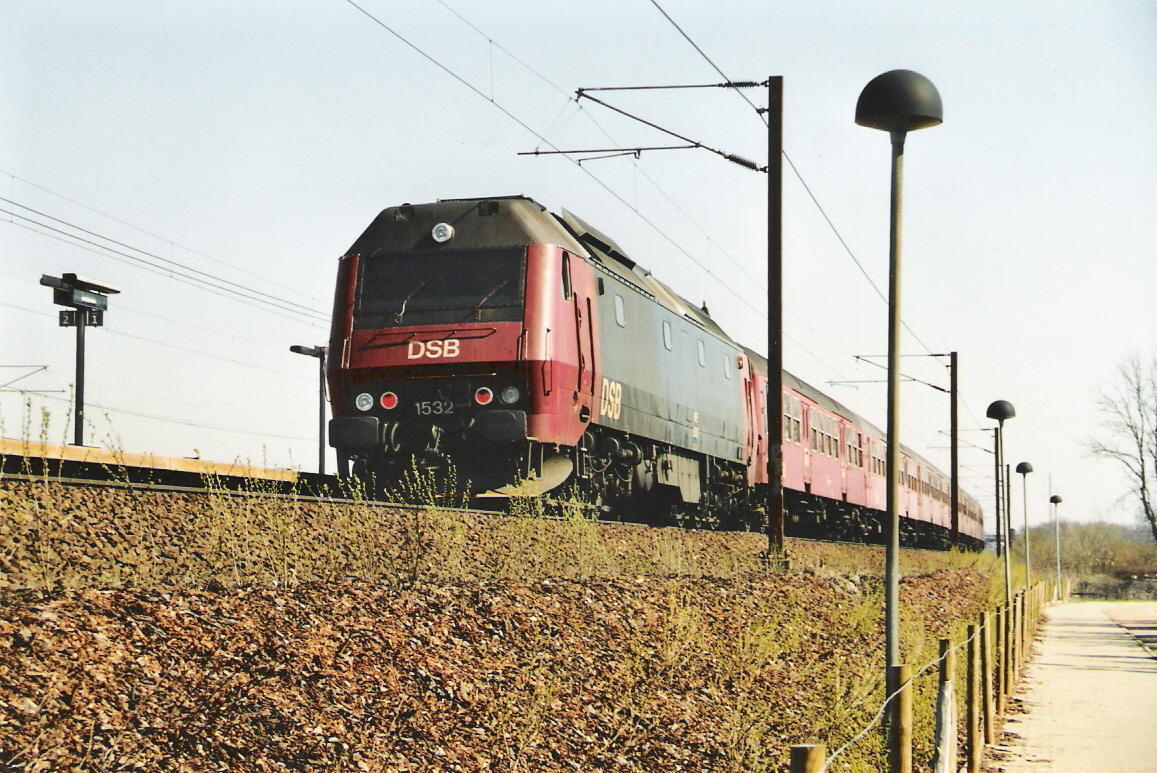
Lok litt ME vid Trekroner, öster om Roskilde, 2002

ME är den fjärde generationen diesellok hos det danska järnvägsbolaget DSB.
De konstruetades av Henschel i Kassel i Tyskland och byggdes av Brown Boveri och Henschel samt Scandia i Randers i Danmark 1981–1985. De ersatte loken med littera MX, MY och MZ, främst i persontrafiken. När de köptes var de svarta med röd nos och med en vit logotyp för DSB på sidoplåten. Flertalet ommålades från 2002 i DSB:s mörkblå färg med DSB:s logotyp på sidan. De har dragit pendeltåg och regionaltåg på Re-nätet, InterRegional-tåg Köpenhamn - Århus samt varit ersättningslok för IC och ICLyn-tåg, när de IC3 eller IC4 som annars har använts, inte är tillgängliga.
Totalt har 32 lok sålts till det svenska tågleasingbolaget Nordic Refinance för trafik i Sverige, för godståg och banunderhåll. De transporterades till Sverige den 5 februari 2020. De kallas TMe av den svenska ägaren.
Loken hyrs nu ut av nuvarande ägare i bland annat Norge, Sverige, Danmark, Ungern och Polen.
DSB har sedan 2020 börjat ersätta ME med nya Vectron-lok, allteftersom fler järnvägsträckor i Danmark elektrifieras.